# Теодор Кіттельсен
Теодор Северин Кіттельсен (норв. Theodor Severin Kittelsen, 27 квітня 1857 року — 21 січня 1914 року) — норвезький художник, графік та ілюстратор, відомий своїми пейзажами і малюнками на міфологічні сюжети, насамперед зображеннями тролів.

## Біографія
Кіттельсен народився в маленькому містечку Крагере (Kragerø) в сім'ї купця, другим з восьми дітей. Змалку почав малювати. Оскільки батько рано помер, Кіттельсен був змушений заробляти самостійно. У тому числі він на короткий час їздив у столицю Норвегії Кристианію (Осло) працювати учнем маляра.
Коли Кіттельсен працював учнем годинникаря, його господар познайомив Кіттельсена з заможним меценатом і любителем мистецтва Дідріхом Марією Олом (Diderich Maria Aall), який допоміг йому вступити в школу мистецтв у Кристианії і оплатив навчання. Кіттельсен навчався в Кристианії два роки, після чого вирушив до Мюнхена, щоб продовжити навчання, знову коштом Ола.
Через три роки у Киттельсена почалися фінансові труднощі, бо Ол більше не міг його забезпечувати. Картини приносили мало грошей. В результаті він змушений був повернутися у Норвегію. Тоді ж Кіттельсен відслужив в армії. Після армії завдяки стипендії він на короткий час зміг поїхати в Париж, а потім знову у Мюнхен. У 1883 році Кіттельсен спільно з німецькими художниками Еріком Вереншеллем і Отто Синдингом отримав замовлення на ілюстрації до тритомного видання норвезьких народних казок.
Оскільки Кіттельсен сильно тужив за батьківщиною, у 1887 році він повернувся до Норвегії і більше її не покидав. Він отримав роботу доглядача маяка на острові Скомвар (Лофотенські острови). Місцева природа надихнула його на створення декількох серій малюнків, які були видані окремими книгами (тексти написав також Кіттельсен): «Життя в обмежених обставинах» (Fra Livet i de smaa Forholde, 1890), «З Лофотенських островів» (Fra Lofoten, 1890—1891) та «Чаклунство» (Troldskab, 1892).
У 1889 році Кіттельсен познайомився з Інгою Кристине Дав, яка була на десять років молодша за нього. Дуже скоро вони одружилися.
У середині 1890-х років Кіттельсен створив свою найзнаменитішу книгу — «Чорна смерть» (норв. Svartedauen). Книга була присвячена епідемії чуми, яка пройшла по всій Європі в середині XIV століття і стала причиною смерті мільйонів людей, у тому числі спустошивши Норвегію.
Восени 1907 року Кіттельсен здійснює поїздку до міст Нутодден і Рьюкан для огляду визначних промислових і енергетичних новобудов компанії «Норск Гідро», після якої протягом кінця 1907-го і початку 1908 року, пише серію картин «Казки водоспаду» — п'ять великих акварелей, у казковій формі розповідають історію даного будівництва.
У 1908 році Кіттельсен був нагороджений Орденом Святого Олафа — вищою нагородою Норвегії. У 1911 році він написав автобіографію «Люди і тролі, спогади і мрії. Автобіографія» (Folk og Trold, minder og drømme. Selvbiografi).

## В сучасній культурі
Численні норвезькі блек-метал групи (наприклад, Burzum і Carpathian Forest) використовували деякі картини Киттельсена для оформлення обкладинок своїх альбомів.

## Галерея

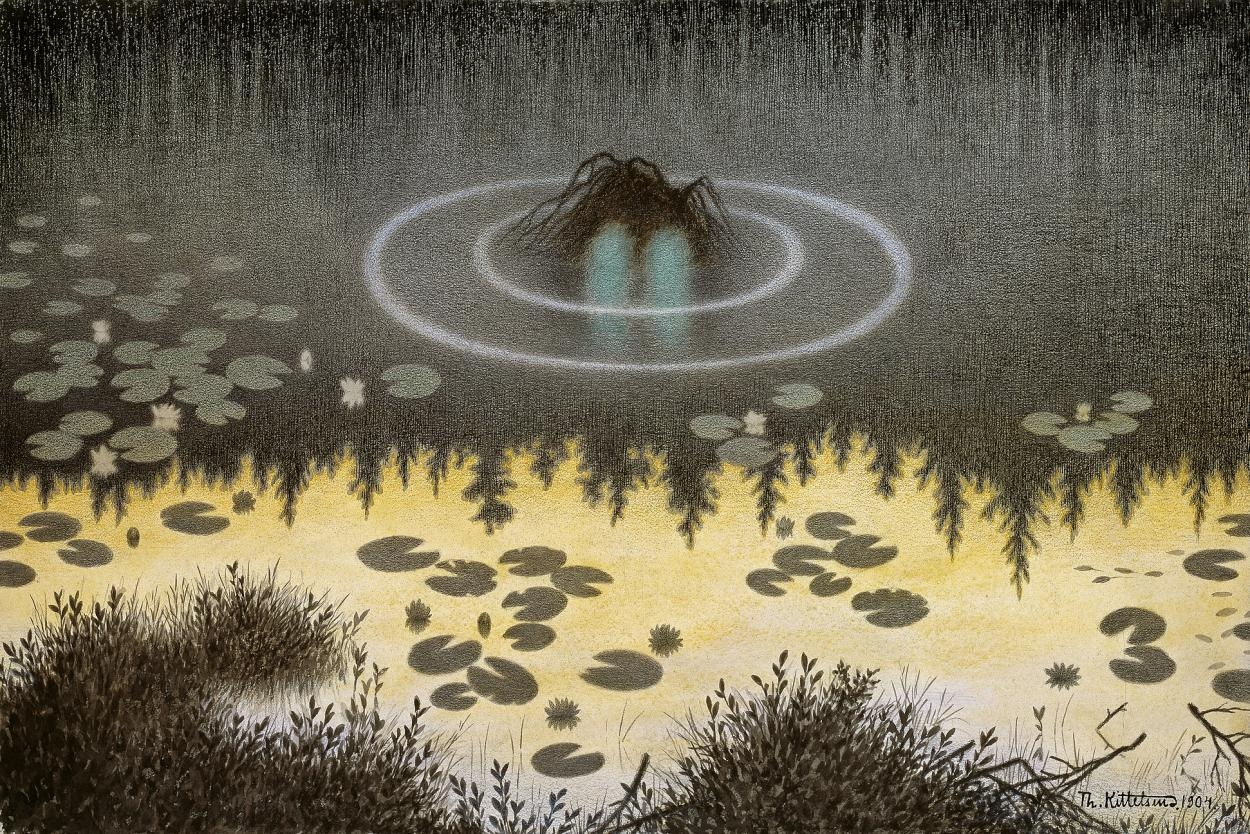
Nøkken, 1887-92 (Водяник)
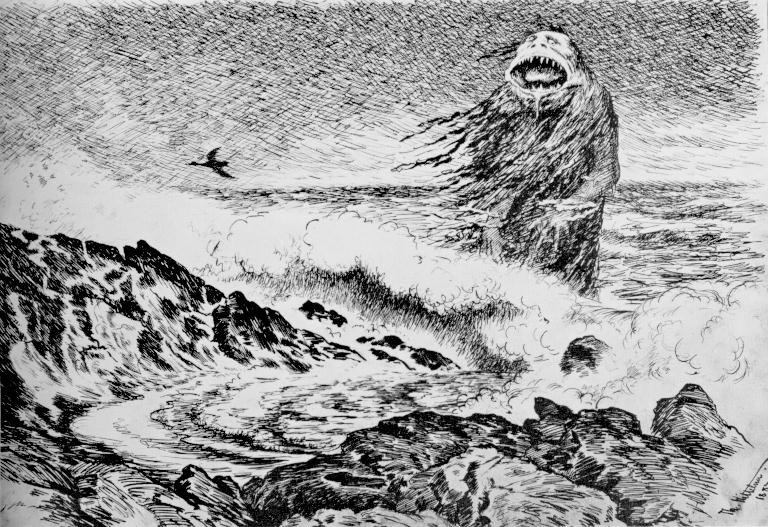
Sjøtrollet, 1887 (Морський троль)
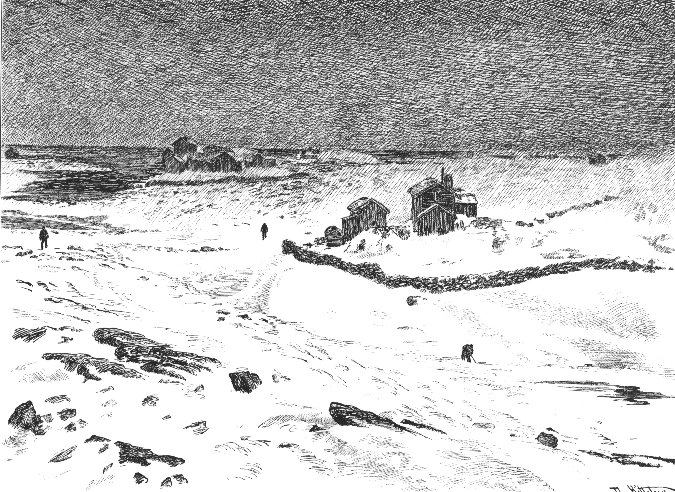
Røst, 1890 (З острова Рест)
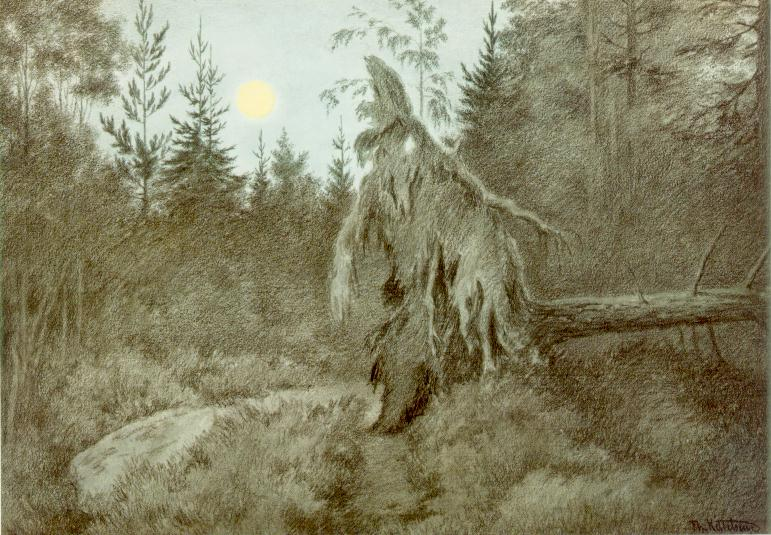
Det rusler og tusler rasler og tasler, 1900 (Страшний, моторошний, шелесткий, гучний. Тут гра слів норвезькою. Транслітерація: "руслер і туслер, раслер і таслер")
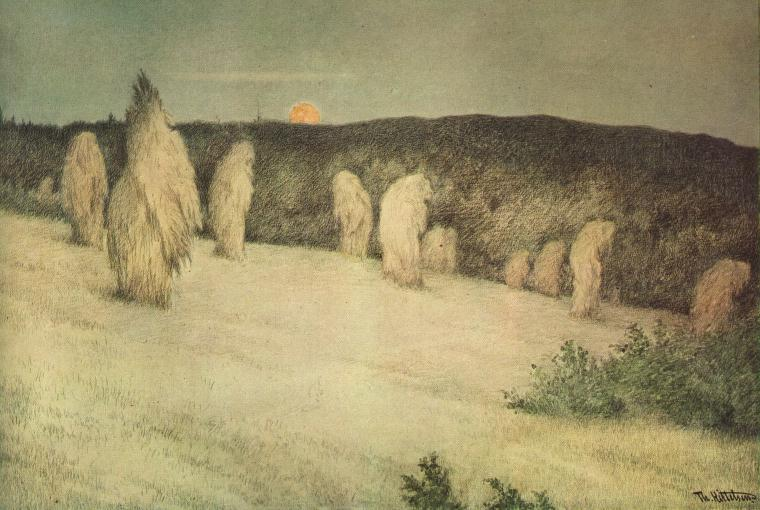
Kornstaur i måneskinn, ca. 1900 (Снопи пшениці в місячному світлі)
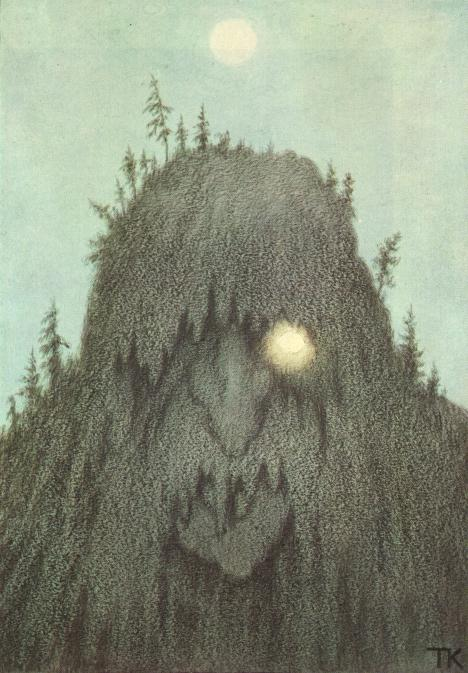
Skogtroll, 1906 (Лісовий троль)
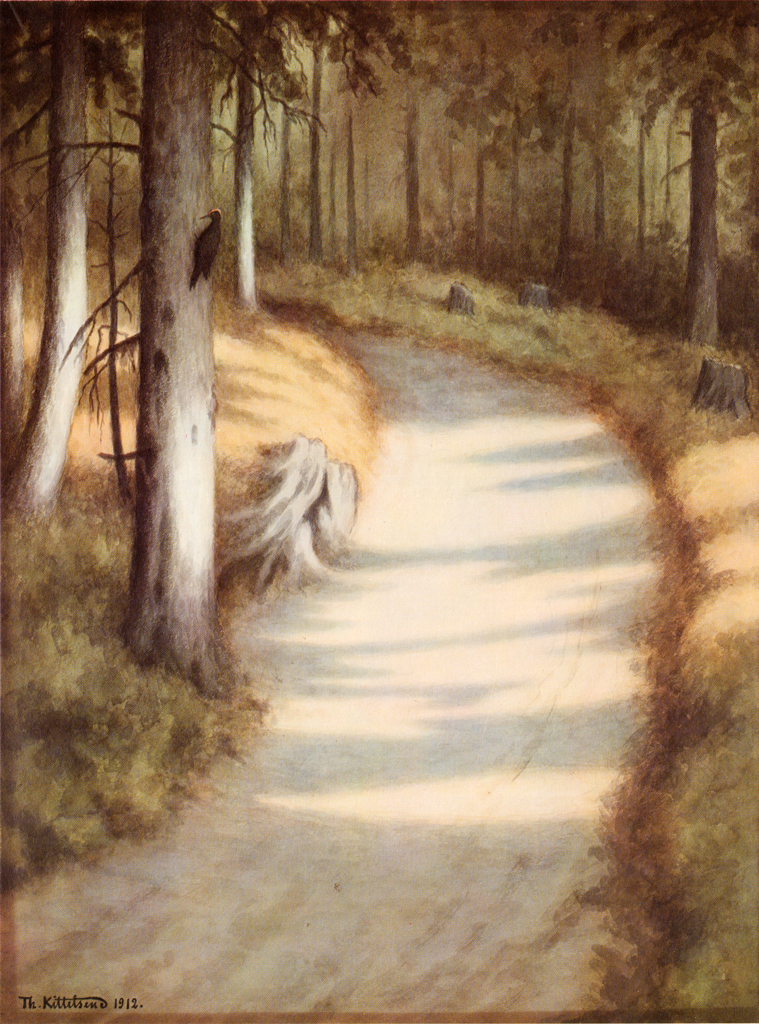
Hakkespett, 1912 (Дятел)

### Ілюстрації з книги «Чорна смерть» (Svartedauen)

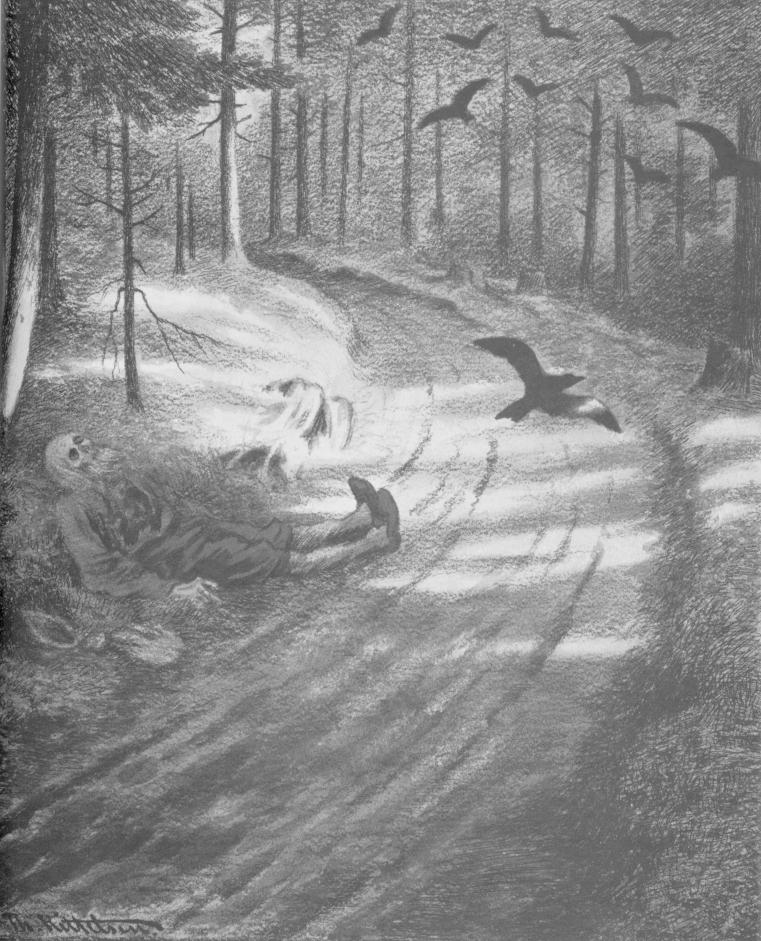
Fattigmannen, 1894-95 (Жебрак)
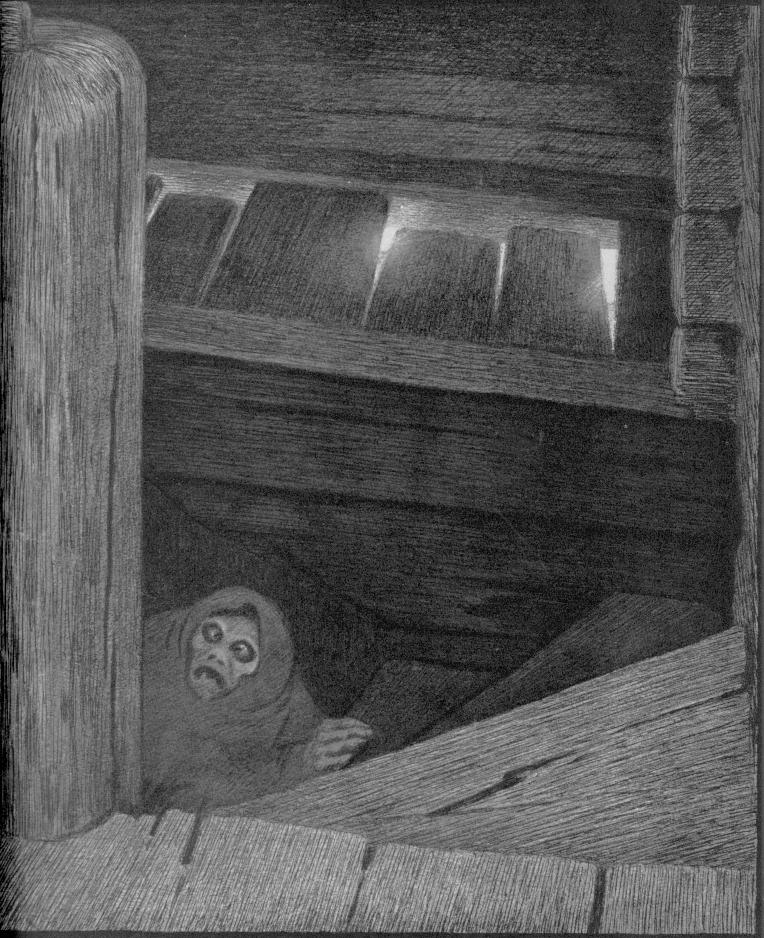
Pesta i trappen, 1896 (Чума на сходах)
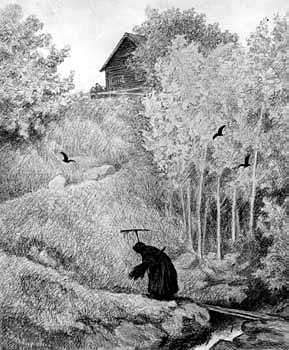
Mor, der kommer en kjerring, 1894-95 (Мама, до нас йде стара)
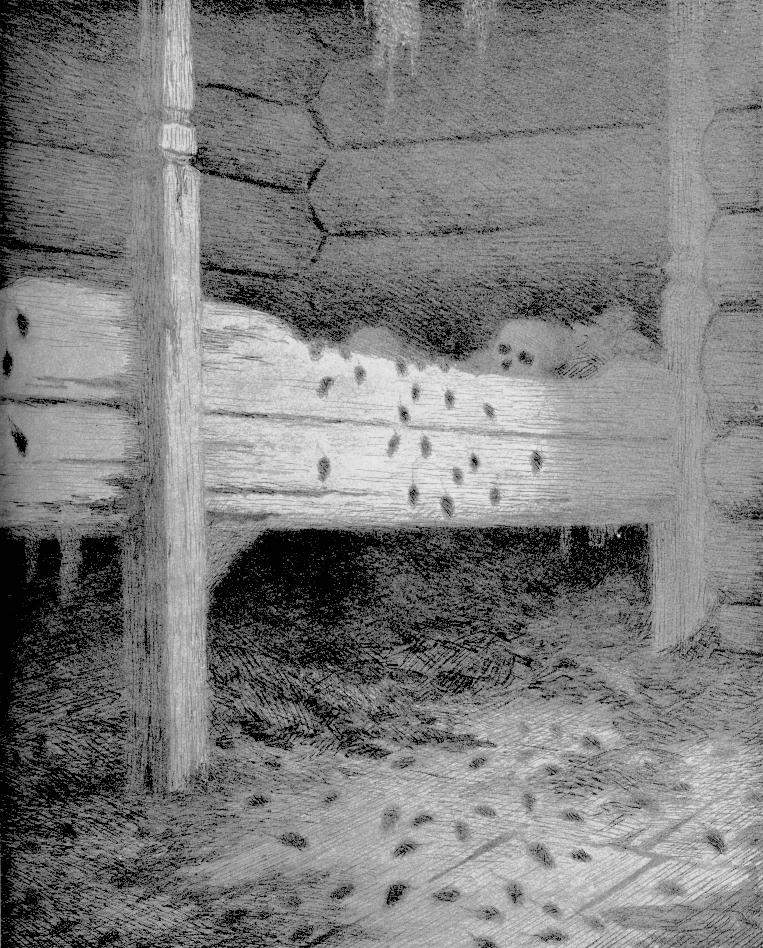
Musstad, 1896 (Мишаче місто)